# Riskulica
Riskulica (románul: Rișculița) falu Romániában, Erdélyben, Hunyad megyében.

## Nevének eredete
Neve a közeli Riska falu nevének román kicsinyítő képzős alakja. Először 1525-ben említették, Rezkulicya alakban.

## Fekvése
Az Erdélyi-érchegységben, a Fehér-Körös mellékvölgyében, Brádtól 15 kilométerre északnyugatra fekszik.

## Népessége

### Etnikai és vallási megoszlás
- 1880-ban 927 lakosából 887 volt román és 38 egyéb (valószínűleg cigány) anyanyelvű; 920 ortodox és hét zsidó vallású.
- 2002-ben 475 lakosából 473 volt román nemzetiségű és 472 ortodox vallású.

## Története
1876-ig Zaránd vármegyéhez tartozott, akkor csatolták Hunyad vármegyéhez. Határának túlnyomó részét még a 20. század közepén is erdők (tölgyesek, bükkösök) borították, lakóinak megélhetése is az erdőhöz kapcsolódott. Egy 1896-os statisztika szerint száz családja foglalkozott faragott használati tárgyak készítésével. Főként szövőszékbordák készítésére specializálódtak. Ezeket az erdők tisztásain növő som és mogyoró fájából férfiak és nők munkamegosztással készítették. A bordákat november és március között szekerezve árusították. Mivel Délkelet-Európában kevés helyen készítettek szövőszékbordákat, két-három hetes utakat megtéve az Alföld peremét, a Bánátot, Szerbiát, Havasalföldet és Bulgáriát is bejárták.
Körösbányáról kiindulva 1928-ban egy fakitermelő vasút vezetett a faluba, majd innen kétfelé ágazva az Obârșa és a Valea Ciori völgybe, 34 kilométer hosszan.

## Gazdaság
- A faluban egy cipőgyár működik.[3]